# سجادیه (رفسنجان)
سجادیه، روستایی از توابع بخش مرکزی شهرستان رفسنجان در استان کرمان ایران است.

## جمعیت
این روستا در دهستان رزم آوران قرار دارد و براساس سرشماری مرکز آمار ایران در سال ۱۳۸۵، جمعیت آن ۶۸۹ نفر (۱۵۱خانوار) بوده‌است.